# Гизела Бургундска
Гизела Бургундска (Gisela; * 950; † 21 юли 1007 или 1006, Регенсбург) е бургундска принцеса, херцогиня на Бавария и майка на император Хайнрих II. Тя е племенница на императрица Аделхайд Бургундска, съпругата на Ото I Велики.

## Биография
Гизела е най-възрастната дъщеря на Конрад III († 19 октомври 993), крал на Горна Бургундия от род Велфи, и първата съпруга му Аделана, която умира пр. 23 март 963 г. Баща ѝ се жени през 964 г. за Матилда Френска, дъщеря на западнофранкския крал Луи IV и Герберга Саксонска.
Гизела се сгодява през 965 и се омъжва през лятото 972 г. за Хайнрих II, херцог на Бавария. На 6 май 973 г. тя ражда най-големия си син, бъдещият император Хайнрих II.
По времето на затвора на нейния съпруг тя живее в Мерзебург.
Гизела е погребана в църквата на манастира Нидермюнстер в Регенсбург. Нейната дъщеря Гизела Баварска ѝ поръчва и поставя позлатен кръст, „Кръстът на Гизела“.

## Деца
Гизела е омъжена за херцог Хайнрих II Баварски. Нейните деца са:
- Хайнрих II (* 973/978; † 1024), император
- Бруно († 1029), епископ на Аугсбург
- Гизела (* 984 или 985; † 7 май 1060), омъжена от 995 г. за Стефан I Унгарски, крал на Унгария